# 압연

압연 공정의 단면도

압연(壓延, rolling)은 금속을 세공하는 과정에서 회전하는 두 원통 사이로 들어가게 만들어 재료의 모습을 변화시키는 공정이다.
금속 가공에서 압연은 두께를 줄이고 두께를 균일하게 만들거나 원하는 기계적 특성을 부여하기 위해 금속 스톡을 한 쌍 이상의 롤에 통과시키는 금속 성형 공정이다. 개념은 반죽을 굴리는 것과 비슷하다. 압연은 압연된 금속의 온도에 따라 분류된다. 금속의 온도가 재결정 온도보다 높으면 이 공정을 열간 압연이라고 한다. 금속의 온도가 재결정 온도보다 낮으면 이 공정을 냉간 압연이라고 한다. 사용량 측면에서 열간 압연은 다른 제조 공정보다 많은 톤수를 처리하고 냉간 압연은 모든 냉간 가공 공정 중 가장 많은 톤수를 처리한다. 롤 쌍을 고정하는 롤 스탠드는 금속(일반적으로 강철)을 구조용 강철(I-빔, 앵글 스톡, 채널 스톡), 바 스톡 및 레일과 같은 제품으로 신속하게 처리할 수 있는 압연기로 함께 그룹화된다. 대부분의 철강 공장에는 반제품 주조 제품을 완제품으로 변환하는 압연 공장 부서가 있다.
링 압연, 롤 벤딩, 롤 포밍, 프로파일 압연 및 제어 압연을 포함하여 많은 유형의 압연 공정이 있다.